# Englerophytum koulamoutouense
Englerophytum koulamoutouense là một loài thực vật có hoa trong họ Hồng xiêm. Loài này được (Aubrév. & Pellegr.) ined. mô tả khoa học đầu tiên.